# Jack Rudoni
Jack Edward Rudoni (Carshalton, Inglaterra, 14 de junio de 2001) es un futbolista británico que juega como centrocampista en el Coventry City F. C. de la EFL Championship.

## Trayectoria

### AFC Wimbledon
El 21 de marzo de 2019 firmó su primer contrato profesional con los Dons. Marcó su primer gol para el Wimbledon en una eliminatoria del English Football League Trophy contra los Bristol Rovers el 12 de enero de 2021.

### Huddersfield Town A. F. C.
El 15 de julio de 2022, Rudoni fichó por el Huddrrsfield Town A. F. C. de la EFL Championship por una tarifa no revelada, firmando un contrato de cuatro años. Hizo su debut con el club en la jornada inaugural de la temporada 2022-23, reemplazando a Josh Koroma en el minuto 56 de la derrota por 1-0 ante el Burnley. La semana siguiente hizo su primera apertura para el Huddersfield en una derrota por 2-1 en el St Andrew's contra el Birmingham City.

## Vida personal
A la edad de 11 años, Rudoni fue relevado en la academia de formación del Crystal Palace, donde penso en dejar el fútbol. Sin embargo, después se unió a la escuela del AFC Wimbledon.